# Дёринг, Ганс Георг фон
Ганс-Георг Вильгельм фон Дёринг (* 7 апреля 1866 года в Кёнигсберге ; † 19 ноября 1921 года в Бохуме) — немецкий офицер и колониальный чиновник. Последняя должность — заместитель губернатора немецкой колонии Того.

## Биография
Сын прусского полковника Густава Магнуса Александра фон Дёринга (1830—1896) и его жены Хедвиг, урождённой Бойе (1832—1909), внук прусского генерал-лейтенанта Вильгельма фон Дёринга (1791—1866).
Окончив кадетский корпус в 1886 году, Деринг вступил в 98-й пехотный полк прусской армии в звании второго лейтенанта и в 1893 году был направлен на службу в Министерство иностранных дел. Его направили на исследовательскую станцию Бисмаркбург в Того, которую он возглавил. Оттуда он предпринял несколько колониальных экспедиций с целью исследования, картографирования и освоения внутренних районов Африки. В частности, он принимал участие в расширении немецкого правления до Бассари и проводил обследование железной дороги на Вольте.
В 1894 году он основал немецкую администрацию в Кете-Крачи.
С августа 1896 года по декабрь 1897 года он служил в 10-й роте 4-го Верхнесилезского пехотного полка № 63.
С 1898 по 1910 год он был главой колониальной полиции Того и администратором различных округов. Среди прочего, он был окружным капитаном Атакпаме.
В сентябре 1900 года Дерингу было присвоено звание капитана, а в ноябре 1911 года — майора.
6 ноября 1911 года стал тайным советником и первым советником правительства Того.

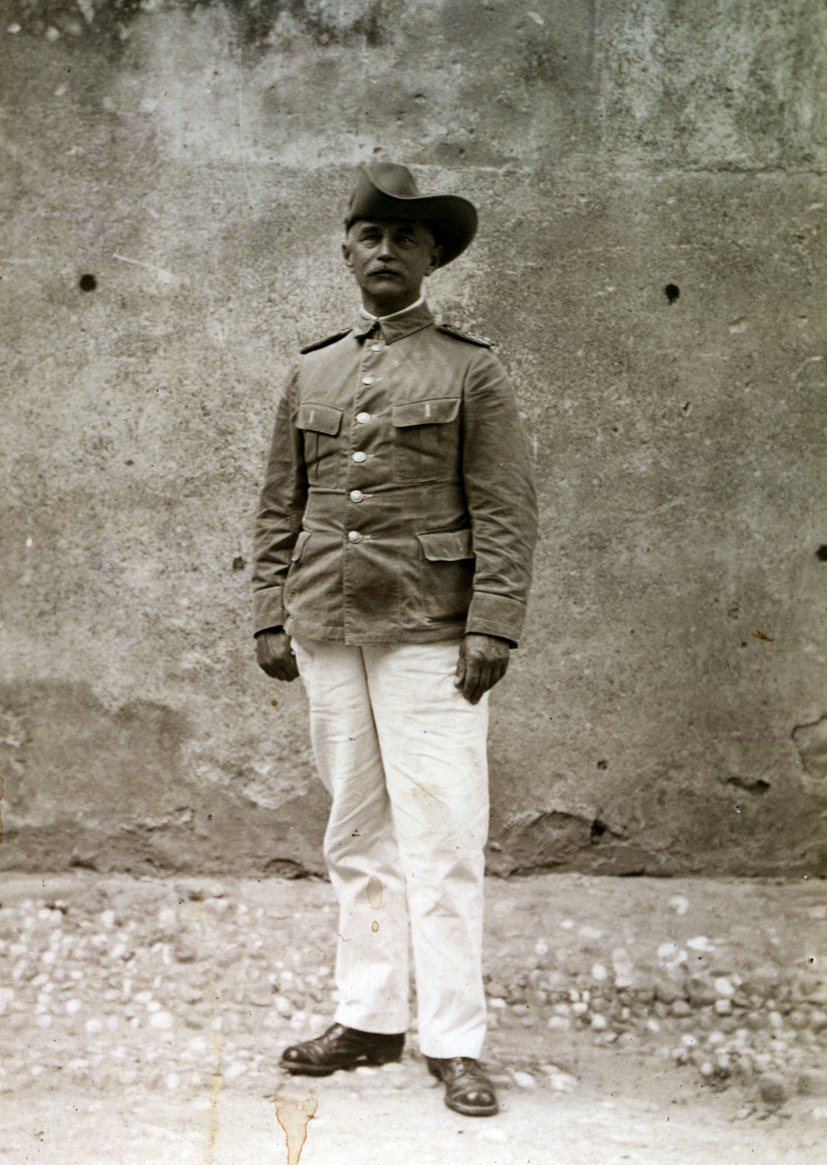
Майор Ганс-Георг фон Деринг во французском плену в Дагомее в 1916 году

В августе 1914 года, будучи заместителем находившегося в отпуске губернатора Адольфа Фридриха Мекленбург-Шверинского, он возглавил кратковременную оборону и последующую сдачу колонии британо-французским войскам. Его предложение считать Того нейтральной территорией на время войны не было принято. Дёринг провёл три с половиной года во французском плену, а затем с марта по ноябрь 1918 года был интернирован в Швейцарии.
Вернувшись в Германию, 19 августа 1919 года в Берлине он женился на Эльзбет Гертруде Берте фон дем Буше, урождённой Шрамм (1882—1936).
Умер в 1921 году от отравления дымом в Бохуме.

## Разное
У Ганса Георга фон Дёринга в Того в 1908 г. родилась дочь Луиза от местной жительницы. Его внучкой по линии этой дочери (от брака с Карлом Марселином Бреннером) была сенегальский политик Мирей Ндиайе, дочь которой (правнучка Дёринга), Сибет Ндиайе, стала французским политиком и занимала пост официальной представительницы правительства Франции (2019—2020).
Говорят, что из-за своего вспыльчивого характера подчинённые прозвали его «Драконом».
В эпоху нацизма отдел RAD 8/254 носил имя Ганса Георга фон Деринга.